# What's Your Number?
What's Your Number? är en amerikansk romantisk komedifilm från 2011, regisserad av Mark Mylod och baserad på Karyn Bosnaks bok 20 Times a Lady. Filmen hade biopremiär den 30 september 2011.

## Handling
Ally Darling (Anna Faris) har dejtat så gott som alla sorters killar som en kvinna kan skaffa sig, men hon har aldrig hittat den rätta. Av rädsla för att bli ensam resten av livet bestämmer hon sig för att ge sina ex en andra chans och söker upp dem en efter en för att ta reda på om drömprinsen egentligen funnits mitt framför näsan på henne hela tiden.

## Rollista
- Anna Faris - Ally Darling
- Chris Evans - Colin Shea
- Joel McHale - Roger
- Blythe Danner - Ava Darling
- Ed Begley Jr. - Mr. Darling
- Andy Samberg - Gerry Perry
- Zachary Quinto - Rick
- Oliver Jackson-Cohen - Eddie Vogel
- Thomas Lennon - Dr. Barrett Ingold
- Mike Vogel - Dave Hansen
- Chris Pratt - Disgusting Donald
- Dave Annable - Jake Adams
- Martin Freeman - Simon
- Anthony Mackie - Tom Piper
- Ari Graynor - Daisy Darling
- Eliza Coupe - Shelia
- Heather Burns - Eileen
- Kate Simses - Katie
- Tika Sumpter - Jamie
- Denise Vasi - Cara